# Sand Creek (Wisconsin)
Sand Creek es un pueblo ubicado en el condado de Dunn en el estado estadounidense de Wisconsin. En el Censo de 2010 tenía una población de 570 habitantes y una densidad poblacional de 6,08 personas por km².

## Geografía
Sand Creek se encuentra ubicado en las coordenadas 45°9′21″N 91°43′0″O / 45.15583, -91.71667. Según la Oficina del Censo de los Estados Unidos, Sand Creek tiene una superficie total de 93.73 km², de la cual 92.56 km² corresponden a tierra firme y (1.25%) 1.17 km² es agua.

## Demografía
Según el censo de 2010, había 570 personas residiendo en Sand Creek. La densidad de población era de 6,08 hab./km². De los 570 habitantes, Sand Creek estaba compuesto por el 98.07% blancos, el 0.53% eran afroamericanos, el 0.18% eran amerindios, el 0% eran asiáticos, el 0% eran isleños del Pacífico, el 0.53% eran de otras razas y el 0.7% pertenecían a dos o más razas. Del total de la población el 1.23% eran hispanos o latinos de cualquier raza.